# Le Festin des dieux (Bijlert)
Pour les articles homonymes, voir Le Festin des dieux.
Le Festin des dieux est un tableau peint par le peintre néerlandais Jan van Bijlert, réalisé vers 1635–1640. Il se trouve au musée Magnin à Dijon.

## Histoire
Le tableau est la propriété de l’État français depuis le legs du collectionneur Maurice Magnin (1861–1939) en 1938.

## Description
L'œuvre représente un banquet ayant lieu sur le mont Olympe pour célébrer le mariage de Thétis, une néréide, et Pélée, roi de Phthie, auquel participent de nombreux dieux de la mythologie gréco-romaine. On peut voir au centre Apollon couronné et tenant une lyre. Dans la partie gauche on peut reconnaître Minerve, Diane, Mars, Vénus et l'Amour et, derrière, Flore, la déesse du printemps. À droite se trouvent Hercule et Neptune, ainsi qu'Éris, reconnaissable à la pomme d'or de la discorde qu'elle a apportée pour se venger de ne pas avoir été invitée. Au premier plan, se tiennent un satyre dansant et Bacchus en train de manger une grappe de raisin.
La partie gauche du tableau a été coupée, expliquant l'absence de certains dieux. Cela explique par exemple la présence du paon de Junon, mais pas de la déesse elle-même.

Le Festin des Dieux de Jan van Bijlert avec indication des personnages représentés.

## Interprétation
Dans la Hollande protestante du XVIIe siècle, les productions de peintures religieuses chrétiennes se font désormais rares. « Dans le contexte de la Réforme, dans lequel la commande pour les temples avait disparu, l'artiste trouva un stratagème pour peindre une Cène christique sous le couvert d'un sujet mythologique ». Apollon auréolé rappelle le Christ entouré de ses apôtres. Vulcain (avec son maillet) occupe la place habituelle de Jean. Tandis que Mars, cuirassé et casqué, occupe celle de Judas, seul face à tous, dos au spectateur, conformément à une convention artistique souvent utilisée pour d'autres tableaux des XVIe et XVIIe siècles représentant la Cène.
Selon le musée Magnin qui conserve le Festin des Dieux : « Cette scène fait aussi référence à Jésus. À l’époque, aux Pays-Bas, les peintures religieuses étaient interdites. Les artistes se servaient donc de la mythologie pour peindre la religion. Et cette œuvre qui a l’air de représenter des héros mythologiques évoque en fait le dernier repas de Jésus avec ses amis. Jésus-Christ est donc représenté sous les traits d’Apollon au centre de la table. Une auréole d’or encadre d’ailleurs son visage. »